# 克莱西
克莱西（法語：Clécy，法語發音：[klesi] ⓘ）是法国卡尔瓦多斯省的一个市镇，属于卡昂区。

## 地理
克莱西（48°54'58"N, 0°28'59"W）面积24.63 平方千米，位于法国诺曼底大区卡爾瓦多斯省，该省份为法国西北部沿海省份，北濒大西洋英吉利海峡，东北与滨海塞纳省以海上边界相接，东临厄尔省，南至奧恩省，西与芒什省接壤。
与克莱西接壤的市镇（或旧市镇、城区）包括：勒博、科塞斯维尔、圣但尼德梅雷、圣朗贝尔、圣雷米、勒韦、拉维莱特、蓬杜伊、诺曼底地区孔代。

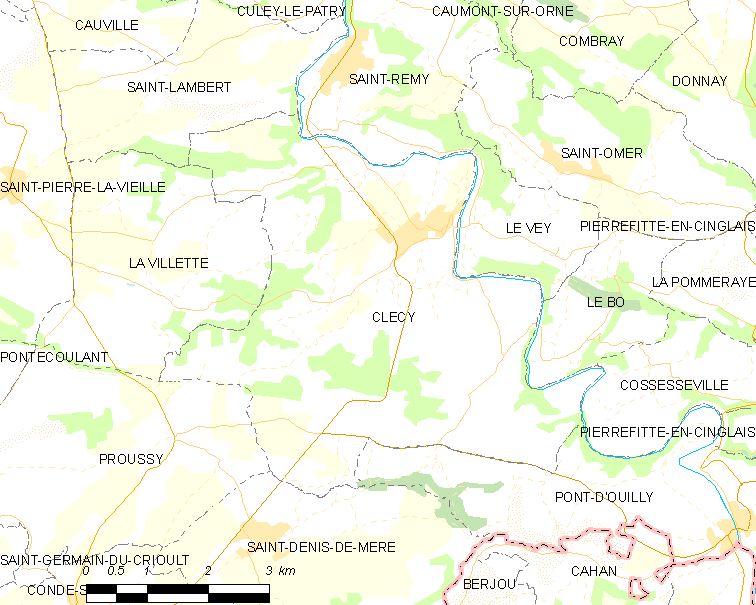
克莱西的OSM定位图

克莱西的时区为UTC+01:00、UTC+02:00（夏令时）。

## 行政
克莱西的邮政编码为14570，INSEE市镇编码为14162。

## 政治
克莱西所属的省级选区为勒奥姆县。

## 人口

1962-2008年间克莱西人口变化图示

克莱西于2022年1月1日时的人口数量为1301人。